# 张九汉
张九汉（1950年1月—），男，汉族，江苏江都人，中华人民共和国政治人物，曾任中共盐城市委书记、盐城市人大常委会主任、盐城军分区第一书记，江苏省人民政府副省长，江苏省政协副主席、党组副书记，中共十六大代表。